# 1969年の日本競馬
1969年の日本競馬（1969ねんのにほんけいば）では、1969年（昭和44年）の日本競馬界についてまとめる。馬齢は旧表記で統一する。
1968年の日本競馬 - 1969年の日本競馬 - 1970年の日本競馬

## できごと

### 1月 - 3月
- 1月24日 - 東京都知事の美濃部亮吉が、東京都競馬を含む都営ギャンブルの廃止を発表する[1]。
- 2月25日 - 中央競馬の中神輝一郎元騎手が、ブラジルのピネーロスにある騎手訓練学校の訓練官となる[1]。
- 3月11日 - 日本中央競馬会制作の映画『日本うま物語』が文部省の選定を受ける[1]。
- 3月14日 - 第8回アジア競馬会議が東京で開かれ、ホテルニューオータニで開会式が行われる[1]。
- 3月16日 - アジア競馬会議を記念して、「アジア競馬会議加盟国騎手招待競走」が東京競馬場で行われる。優勝騎手はタイのS・プーンチュー[1]。
- 3月21日 - 「アジア競馬会議加盟国招待競走」が大井競馬場でも行われる。優勝騎手は日本の溝辺正[1]。
- 3月23日 - 「アジア競馬会議加盟国招待競走」が阪神競馬場でも行われる。優勝騎手はフィリピンのJ・サウロ[1]。

### 4月 - 6月
- 4月18日 - 阪神競馬場1号スタンド3階、阪神馬主役員室付近から火災が発生、3階スタンドと投票所の一部、4階ゴンドラを焼失した。このため、5月・6月予定の阪神競馬は京都競馬場で代替開催された[1]。
- 5月25日 - 韓国のソウル競馬場で行われた国際親善競走に、中央競馬の清田十一騎手が出場する（4着）[1]。

### 7月 - 9月
- 7月3日 - 農林省は太田畜産局長名義で全国の地方競馬主催者にあて、連単方式の投票法を廃止し、全競走について8枠制連勝複式投票法を採用するよう通達した[1]。
- 7月26日 - イギリスのアスコット競馬場で行われたキングジョージ6世&クイーンエリザベスステークスに、日本馬として初めてスピードシンボリが出走、5着となる[1]。
- 8月15日 - 足利競馬場が栃木県足利市五十部町に移転する[1]。
- 8月24日 - 中央競馬は、豪雨のため1回札幌2日の開催を中止した[1]。
- 9月29日 - 福島競馬場のスタンド改築工事が完了、竣工式が行われる[1]。

### 10月 - 12月
- 10月1日 - 福山競馬場のスタンド落成式および開場20周年記念式典が行われる[1]。
- 10月9日 - 名古屋サービスステーションの新築移転工事が完成、落成式が行われる[1]。
- 10月31日 - 財団法人中央競馬社会福祉財団が設立される[2]。
- 11月3日 - 日本中央競馬会元理事の井上綱雄が勲四等旭日小綬章を受章[2]。
- 11月11日 - 栗東トレーニングセンターの開場式が行われる[2]。
- 12月2日 - 小倉競馬場のスタンド改築工事が完了し、竣工式が行われる[2]。

## 競走成績

### 中央競馬の主な競走
- 第29回桜花賞（阪神競馬場・4月13日）優勝 : ヒデコトブキ（騎手 : 久保敏文）
- 第29回皐月賞（中山競馬場・4月20日）優勝 : ワイルドモア（騎手 : 森安重勝）
- 第59回天皇賞（春）（京都競馬場・4月29日） 優勝 : タケシバオー（騎手 : 古山良司）
- 第30回優駿牝馬（オークス）（東京競馬場・5月18日) 優勝 : シャダイターキン（騎手 : 森安重勝）
- 第36回東京優駿（日本ダービー）（東京競馬場・5月25日) 優勝 : ダイシンボルガード（騎手 : 大崎昭一）
- 第10回宝塚記念（阪神競馬場・6月1日）優勝：ダテホーライ（騎手：宇田明彦）
- 第30回菊花賞（京都競馬場・11月16日） 優勝 : アカネテンリュウ（騎手 : 丸目敏栄）
- 第60回天皇賞（秋）（東京競馬場・11月30日） 優勝 : メジロタイヨウ（騎手 : 横山富雄）
- 第14回有馬記念（中山競馬場・12月21日） 優勝 : スピードシンボリ（騎手 : 野平祐二）

### 中央競馬・障害
- 第62回中山大障害（春）（中山競馬場・6月29日）優勝 : ホンマルシロー（騎手 : 千田能照）
- 第63回中山大障害（秋）（中山競馬場・12月28日）優勝： マウントブゼン（騎手：山田広士）

## 表彰

### 啓衆社賞
- 年度代表馬・最優秀5歳以上牡馬 タケシバオー
- 最優秀3歳牡馬 アローエクスプレス
- 最優秀3歳牝馬 タニノソブリン
- 最優秀4歳牡馬 アカネテンリュウ
- 最優秀4歳牝馬 メイジアスター
- 最優秀5歳以上牝馬 ファインローズ
- 最良スプリンター ハクエイホウ
- 最優秀障害馬 ハードオンワード
- 最優秀アラブ サンサード

## 誕生
この年に生まれた競走馬は1972年のクラシック世代となる。

### 競走馬
- 2月25日 - タケクマヒカル
- 3月1日 - スガノホマレ
- 3月6日 - ナイスダンサー
- 3月8日 - ランドプリンス
- 3月18日 - ハマノパレード
- 3月21日 - トーヨーアサヒ
- 3月22日 - タイムライン
- 3月23日 - ストロングエイト
- 3月25日 - タカイホーマ、サンシー
- 3月28日 - キョウエイグリーン
- 4月2日 - ロングエース
- 4月3日 - ハクホオショウ
- 4月4日 - シンモエダケ
- 4月9日 - サンサン
- 4月13日 - タケフブキ、トクザクラ
- 4月14日 - タニノチカラ、ノボルトウコウ、タイテエム
- 4月15日 - アチーブスター
- 4月16日 - ツキサムホマレ
- 4月25日 - タケデンバード、ナオキ
- 4月29日 - スカレー
- 5月6日 - イシノヒカル
- 5月13日 - グランドマーチス
- 5月23日 - クリイワイ
- 5月28日 - ヒデハヤテ
- 5月30日 - イナボレス
- 不明 - ハードツービート

### 人物
- 1月5日 - 塩村克己騎手（JRA）
- 1月13日 - 池江泰寿調教師（JRA）
- 1月24日 - 佐宗応和騎手、調教師（大井）
- 2月6日 - 吉留孝司騎手（浦和）
- 2月12日 - 吉田稔騎手（名古屋）
- 3月2日 - 小嶋久輝騎手（ホッカイドウ）
- 3月15日 - 武豊騎手（JRA）
- 3月19日 - 蛯名正義騎手、調教師（JRA）
- 3月28日 - 川島正一調教師（船橋）
- 4月20日 - 梅田智之調教師（JRA）
- 5月3日 - 高橋義忠調教師（JRA）
- 7月20日 - 嬉勝則騎手（高知）
- 8月14日 - 和田雄二調教師（JRA）
- 8月23日 - 千田輝彦騎手、調教師（JRA）
- 8月29日 - 北野真弘騎手、調教師（兵庫）
- 9月6日 - 東川公則騎手、調教師（笠松）
- 10月5日 - 金成貴史調教師（JRA）
- 11月7日 - 片桐正雪騎手（高知）
- 11月27日 - 倉地学騎手、調教師（名古屋）
- 12月4日 - 岸滋彦騎手（JRA）
- 12月13日 - 中西達也騎手、調教師（高知）
- 12月30日 - 大竹正博調教師（JRA）